# Trichydra pudica
Trichydra pudica är en nässeldjursart som beskrevs av William S. Wright 1858. Trichydra pudica placeras som ensam art i släktet Trichydra och familjen Trichydridae. Det är osäkert om arten förekommer i Sverige. Inga underarter finns listade.